# Glossostemon bruguieri
Glossostemon bruguieri är en malvaväxtart som beskrevs av René Louiche Desfontaines. Glossostemon bruguieri ingår i släktet Glossostemon och familjen malvaväxter. Inga underarter finns listade i Catalogue of Life.